# La dama del velo
La dama del velo és una pel·lícula dramàtica mexicana de 1949 dirigida per Alfredo B. Crevenna i protagonitzada per Libertad Lamarque, Armando Calvo i Ernesto Alonso. La direcció d'art de la pel·lícula va ser a càrrec de Jesús Bracho.
La pel·lícula és la primera de les cinc produccions que Lamarque va realitzar amb Crevenna, seguida per Otra primavera (1950), Huellas del pasado (1950), La mujer sin lágrimas (1951), i Si volvieras a mí (1954).

## Argument
Andrea del Monte (Libertad Lamarque) és una cantant que s'enamora d'Esteban Navarro (Armando Calvo), un actor fracassat, alcohòlic i casat. En un arravatament, Esteban mata a la seva esposa. Sense poder renegar dels seus sentiments, Andrea decideix acudir a la presó a visitar a Esteban, però conscient del risc que corre la seva reputació en semblant acte, utilitza un vel per a ocultar la seva identitat. L'advocat defensor d'Esteban, Cristóbal (Ernesto Alonso), desitja esbrinar qui és aquesta misteriosa dama.

## Repartiment
- Libertad Lamarque com Andrea del Monte.
- Armando Calvo com Esteban Navarro.
- Ernesto Alonso com Lic. Cristóbal Gómez Peña.
- José Baviera com Fiscal.
- Bárbara Gil com Lolita - Laura Camarena.
- Tana Lynn com Teresa.
- Juan Pulido com Director d'escola.
- Miguel Córcega com Víctor Gómez Peña.
- María Gentil Arcos com Assistent d'Andrea.
- José María Pedroza
- Armando Velasco com a Detectiu de policia.
- Héctor López Portillo com Mesero.
- Ignacio Peón com a Jutge.
- Joaquín Roche com a Carceller.
- Héctor Mateos com a Mosso.
- Carmen Cabrera com a Esposa del ministre (no acreditat).
- Enrique Carrillo com a Policia (no acreditat).
- Julio Daneri com a Senyor ministre (no acreditat).
- Irma Dorantes com a Convidada a festa (no acreditada).
- Pedro Elviro com a Home en cort (no acreditat).
- José Escanero com a Jutge de tribunal de menors (no acreditat).
- Leonor Gómez com a Dona en cort (no acreditada).
- Ana María Hernández com a Convidada a festa (no acreditada).
- Ismael Larumbe (no acreditat).
- Margarito Luna com a Membre del jurat (no acreditat).
- Consuelo Monteagudo com a Convidada a festa (no acreditada).
- Salvador Quiroz com a Empresari (no acreditat).
- Hernán Vera (no acreditat).

## Producció
El rodatge de la pel·lícula va tenir lloc als Estudios Churubusco. Lamarque va gravar la música i cançons de la pel·lícula després de reposar-se d'una afecció en la gola.